# Rudolf Dietsch
Heinrich Rudolf Dietsch (* 16. März 1814 in Mylau (Vogtland); † 29. Dezember 1875 in Stötteritz) war ein deutscher Philologe, Historiker und Pädagoge.

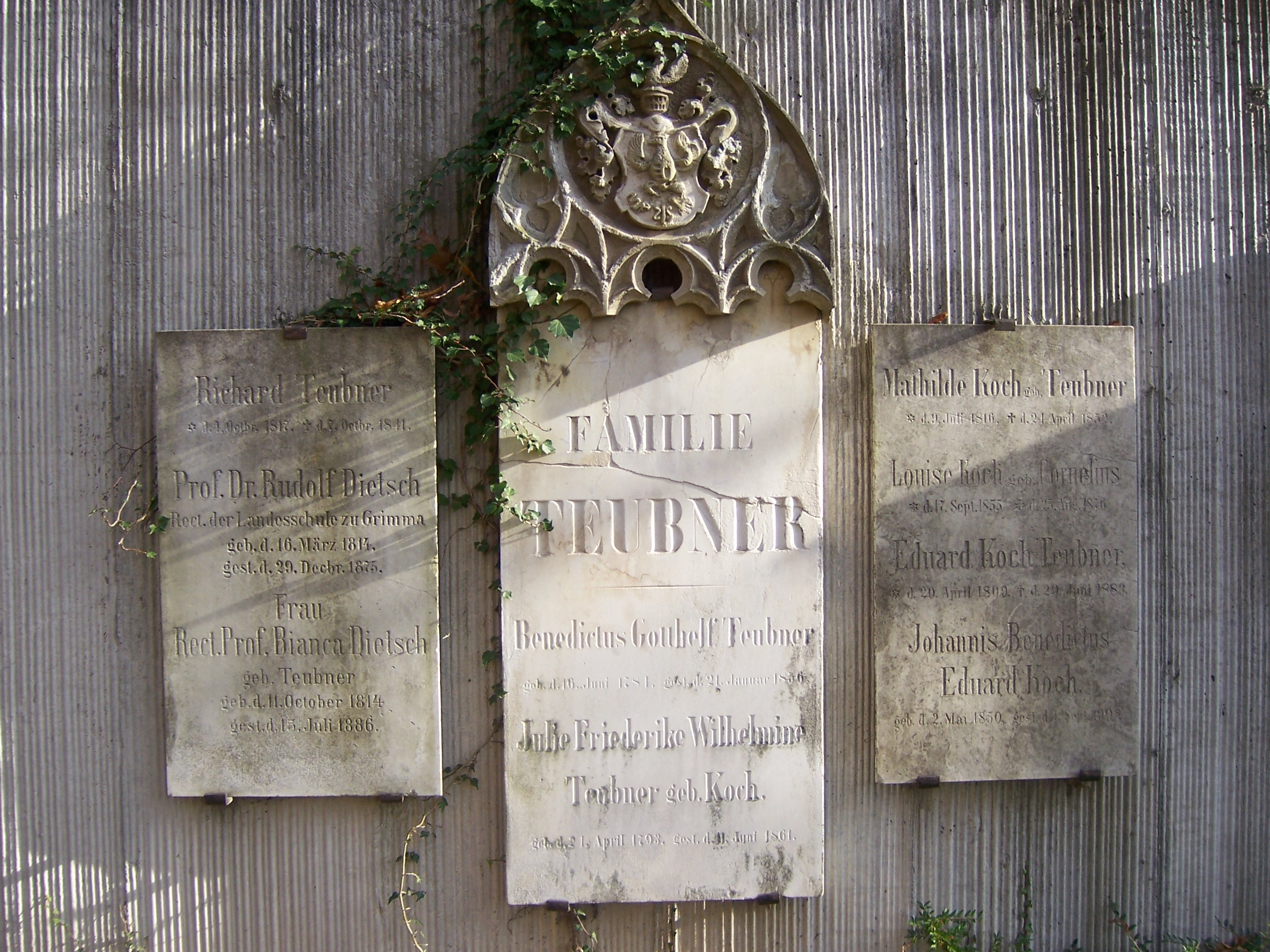
Grabtafeln des ehemaligen Familiengrabes Teubner-Dietsch auf dem Neuen Johannisfriedhof, jetzt: Lapidarium Alter Johannisfriedhof, Leipzig

## Leben
Dietsch verlor sein Vater, welcher Direktor einer Fabrik in Mylau war, im Alter von vier Jahren. In bedrängter finanzieller Lage zog seine Mutter nach Reichenbach, wo Dietsch die Schule besuchte. 1824 zog er an das Gymnasium in Zeitz und begann 1832 ein Studium der altklassischen Philologie an der Universität Leipzig. Zu jener Zeit wurde Johann Gottfried Jakob Hermann sein prägendster Lehrer. Zudem besuchte er die Vorlesungen über römische und griechische Altertümer bei Ernst Wilhelm Gottfried Wachsmuth und die Vorlesungen über athenische Verfassungsgeschichte und Geschichte der antiken Rhetorik bei Anton Westermann. 1836 wechselte er an die Universität Halle-Wittenberg, wo er am pädagogischen Seminar Aufnahme fand. Hier setzte er sich mit der Geschichte der Philosophie bei Hermann Friedrich Wilhelm Hinrichs, der griechischen Literaturgeschichte und Aristoteles Poetik bei Gottfried Bernhardy sowie der neueren Geschichte bei Heinrich Leo auseinander.
Bereits Ostern 1836 wurde er Hilfslehrer an der Lateinschule des Waisenhauses in Halle und Anfang 1837 wechselte er als Lehrer an das Gymnasium in Hildburghausen. Nachdem Dietsch 1840 in Leipzig zum Doktor der Philosophie promoviert hatte, wurde er am 20. Mai 1840 als neunter Oberlehrer an die sächsische Landesschule St. Augustin in Grimma berufen, eine Aufgabe, die er am 10. August des Jahres übernahm. Aufgrund seines Postens stieg er 1842 zum siebenten Oberlehrer auf, wurde 1846 sechster Professor, 1850 fünfter und 1860 vierter Professor. Am 8. Oktober 1861 wurde er Direktor des Gymnasiums und der damit verbundenen Realschule in Plauen und am 28. Mai 1866 Rektor und erster Professor in Grimma. Als solcher wurde er 1864 Ritter des kaiserlich russischen St. Annenordens und er war von 1848 bis 1862 langjähriger Mitredakteur der Jahnschen Jahrbücher für Philologie und Pädagogik. 1872 trat er in den Ruhestand und starb am 29. Dezember 1875 in der Irrenanstalt zu Stötteritz bei Leipzig.
Von seinen philologischen Leistungen sind die Ausgaben von Eutropius, Herodot, Ciceros ausgewählten Briefen, Cornelius Nepos ohne besonderen Wert; bedeutender sind die des Sallust (Leipz. 1843–46, 2 Bände; neue Rezension 1859; Textausgabe, 4. Aufl. 1874; Catilina mit Anmerkungen, 1864). Am bekanntesten ist er jedoch durch seine Geschichtsbücher: das Lehrbuch der Geschichte (3 Bände, Leipzig 1847–51 u. öfter), den Grundriss der Geschichte (Leipzig 1854, 3 Tle.; 9. Aufl., bearbeitet von G. Richter, 1883 ff.) und den Abriss der brandenburgisch-preußischen Geschichte (5. Aufl., Leipzig 1882).
Am 23. Mai 1839 verheiratete sich Dietsch mit Bianca, der Tochter des Leipziger Verlegers Benedikt Gotthelf Teubner.

## Werke (Auswahl)
- Erzählungen aus der alten deutschen Geschichte. Uebungsaufgaben zum Uebersetzen aus dem Deutschen in’s Lateinische mit besonderer Berücksichtigung des Cornelius Nepos. Halle 1841, Halle 1853.
- Uebungsbuch zum Uebersetzen aus dem Deutschen in’s Lateinische. Halle 1841, Band 2.
- Sallusti Catalina et Jugurtha. Aliorum suisque notis illustr. Leipzig 1843, Teubner, 2. Bände.
- Das Leben Herzog Albrecht’s des Beherzten. Grimma 1843.
- Sallusti Catalina et Jugurtha. Aliorum suisque notis illustr. Schulausgabe. Leipzig 1843, Aufl. 4 1868.
- Beschreibung der Feier des Albrechts-Festes zu Grimma am 27. Juli 1843. Grimma 1843 (anonym).
- Observationes criticae in C. Salustii Crispi Jugurthae partem extremam. Grimma 1845 (books.google.de).
- Lehrbuch der Geschichte für die obern Klassen der Gymnasien und zum Selbststudium. Leipzig 1847–1851, 3. Teile, 2. Aufl. 1861–66, 2. Teil 1850 (books.google.de); 3. Teil 1851 (books.google.de), 1. Teil 1884 (gei-digital.gei.de).
- Die Zeit vor Christi Geburt. Leipzig 1847.
- Bericht über die zweite Versammlung sächsischer Gymnasiallehrer zu Meissen am 28.-30. Dezember 1848. 1849.
- Cornelius Nepos. Handausgabe. Leipzig 1850.
- Herodoti historiae libri IX. Leipzig 1850, 2. Bände; 2. Aufl. 1864–1866, (1. Band books.google.de).
- Grundriß der Geschichte für die oberen Gymnasialklassen. Leipzig 1854, 3. Teile, mehrere Aufl. 3. Band 1854 (books.google.de).
- Grundriss der allgemeinen Geschichte für die oberen Gymnasialklassen (Teil 1-3). Teubner, Leipzig 1860–1872 (gei-digital.gei.de).
- Theologumenon Vergilianorum particula. Grimma 1853 (books.google.de).
- Versuch über Thukydides. Leipzig 1856 (books.google.de), 1858.
- Bücher über die Catilinarische Verschwörung und über den Jugurthinischen Krieg, nebst ausgewählten Bruch stücken aus den Historien. Metzler, 1858.
- Abriß der brandenburg-preussischen Geschichte. Mit 3. Karten. 1858, 1860, 4. Aufl. 1870.
- Sallusti Catalina et Jugurtha. Aliorum suisque notis illustr. Editio major. Leipzig 1859, 2 Bände.
- Gai Sallusti Crispi quae supersunt. 1859, Band 2, (books.google.de)
- M. Tullii Ciceronis epistolae selectae. Leipzig 1860 (books.google.de), 1866.
- Die Geschichte des Orients und Griechenlands. Leipzig 1860.
- Eutropii breviarum historiae romanae. Leipzig 1867 2. Aufl. (books.google.de – die 1. Aufl. wurde von Baumgarten-Crusius besorgt).
- Gai Sallusti Crispi libri de Catilinae coniuratione et de bello Jugurthino, Accedunt Orationes et epistulae ex historiis excerptae. Leipzig 1867 (books.google.de).